# Diocèse de Port-Bergé
Le diocèse de Port-Bergé est situé dans le Nord-Ouest de Madagascar. Il a été créé en 1993 par division du diocèse de Mahajanga.